# Mirsk
Mirsk (in tedesco Friedeberg am Queis) è un comune urbano-rurale polacco del distretto di Lwówek Śląski, nel voivodato della Bassa Slesia.
Ricopre una superficie di 186,57 km² e nel 2004 contava 9 179 abitanti.